# Georg Ludwig Riedesel zu Eisenbach

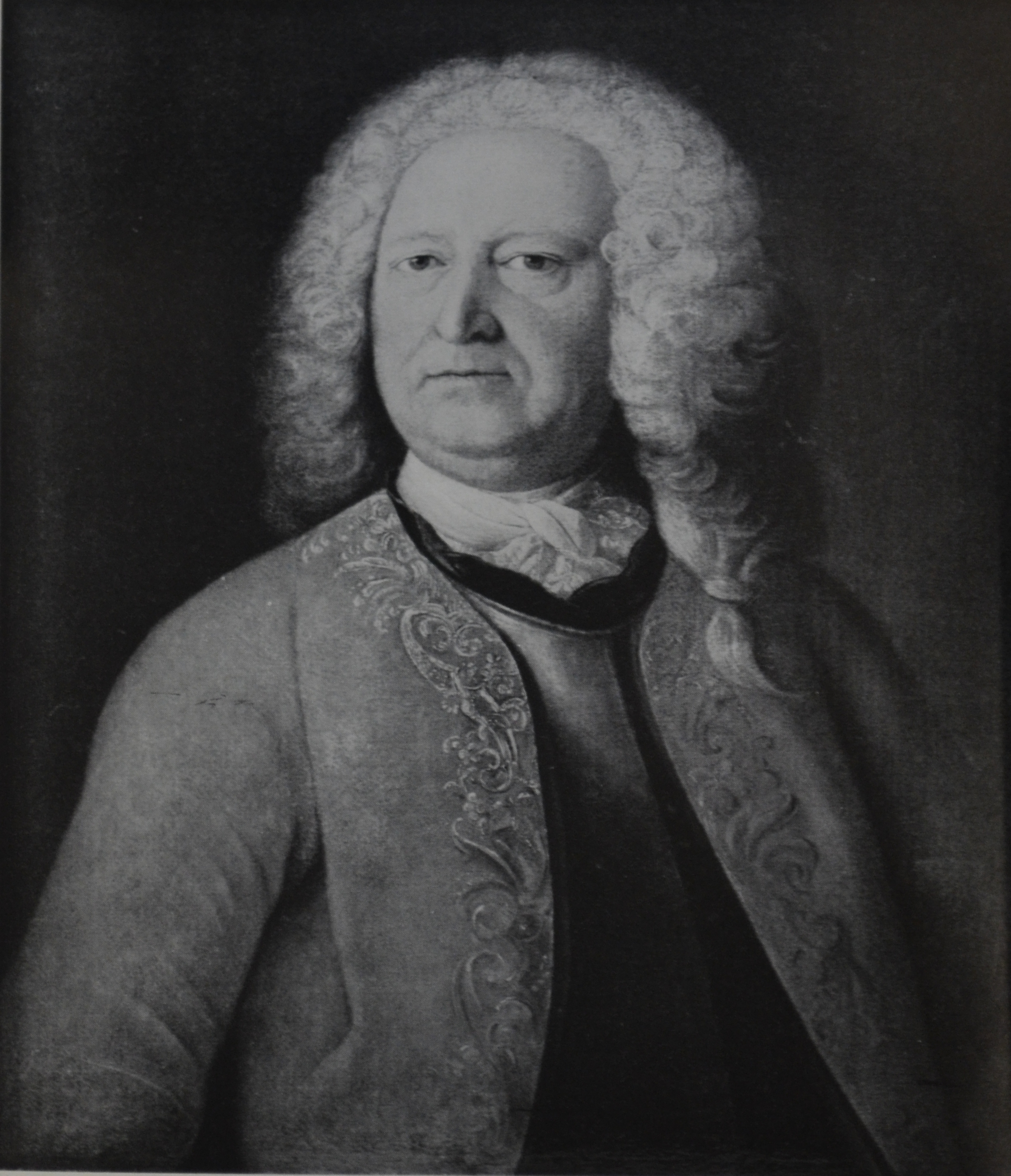
Georg Ludwig Riedesel zu Eisenbach

Georg Ludwig Riedesel zu Eisenbach (* 10. November 1725 in Darmstadt; † 14. November 1800) aus dem Hause der Riedesel war Offizier und ab 1775 hessischer Erbmarschall.

## Familie
Georg Ludwig war der jüngere Sohn von Hermann Riedesel zu Eisenbach (1682–1745) und dessen zweiter Frau Anna Metta Catharina Riedesel zu Eisenbach (1691–1747). Sein ältester Bruder Hermann (1712–1773) wurde hessen-darmstädtischer Minister.
1771 heiratete Georg Ludwig seine Cousine Sophie Louise Dorothea Juliane, die Tochter des preußischen Generals Johann Volprecht Riedesel zu Eisenbach (1696–1757) und Schwester des Humanisten Johann Hermann Riedesel zu Eisenbach.

## Leben
Georg Ludwig schlug die Militärlaufbahn ein und stieg bis zum Obristwachtmeister in der Armee der niederländischen Republik der Sieben Vereinigten Provinzen auf.
1775 starb sein Onkel Friedrich Georg Riedesel zu Eisenbach aus dem Ludwigsecker Zweig der Familie Riedesel. Nachfolger im Amt des Erbmarschalls der Landgrafschaften Hessen wäre nach dem Familiengesetz der Reichskammergerichtsassessor Johann Wilhelm Riedesel zu Eisenbach († 1782) gewesen, ein Vetter Georg Ludwigs, aber Landgraf Ludwig IX. von Hessen-Darmstadt verweigerte ihm die Bestätigung in diesem Amt. In Abstimmung mit Johann Wilhelm und seinen vier älteren Brüdern (die alle kinderlos waren) wurde im Samthaus Riedesel beschlossen, dass Georg Ludwig Erbmarschall werden sollte. Demgemäß wurde er von Landgraf Ludwig IX. mit dem Erbmarschallamt belehnt. Die Führung des Samthauses Riedesel verblieb jedoch bis zu dessen Tode am 5. August 1782 bei Johann Wilhelm Riedesel, dem ältesten männlichen Mitglied des Samthauses; erst nach dessen Tod ging dies an Georg Ludwig über.
Die Kriege, die Europa nach der französischen Revolution erschütterten, erreichten auch die Herrschaft Riedesel. 1787 schloss Georg Ludwig einen Vergleich mit der Althessischen Ritterschaft bezüglich der Kriegslasten, der für das Haus Riedesel kostspielig war. Ab 1790 überließ er die Regierungsgeschäfte faktisch Carl Georg Riedesel zu Eisenbach (1746–1819), dem Sohn Johann Wilhelms, der 1812 auch Erbmarschall wurde.